# Radio Vlaanderen Internationaal
Radio Vlaanderen Internationaal (« Radio Flandre internationale » en français), abrégé en RVi, était jusqu'au 31 décembre 2011 une station de radio de service de radiodiffusion international de la Vlaamse Radio- en Televisieomroeporganisatie (VRT), le diffuseur public de la Communauté flamande de Belgique.
La station a cessé ses émissions en raison d'économies, pour des raisons environnementales, et parce que la technologie d'Internet et de satellite étaient de plus en plus disponibles.
RVi a été transmis par l'Internet et dans certaines communes câblées en Flandre. Il a également été transmis sur le reste de l'Europe par satellite et l'Internet et en Afrique sur les ondes courtes.

## Histoire

### Un service pour plusieurs langues
En 1934, la première émission du service mondial belge aura lieu. Elle consiste en deux bulletins d'information d'un quart d'heure chacun, l'un en néerlandais, l'autre en français. Ces programmes sont également parvenus jusque dans les Amériques. 
Au cours de l'invasion de la Belgique en mai 1940, les troupes allemandes détruisent l'émetteur de Ruiselede, coupant tout lien entre le Congo belge non occupé et sa métropole qui était sous contrôle allemand. En octobre 1940 apparaît une radio propre à la colonie : Radio Congo Belge (« Radio Belgisch Congo »). Elle dispose à ses débuts d'une puissance de 7,5 kW et émet en ondes courtes. À partir de 1943 la station diffuse par un émetteur de 50 kW, ce qui lui permet d'émettre vers les quatre points cardinaux. 
Le 31 janvier 1945, est créé le service extérieur de la radio nationale belge appelée La Voix de la Concorde (« ORU - De Vriendschapsbode »). Elle émet pour les colonies africaines de la Belgique, mais aussi vers les États-Unis, l'Amérique latine, et les colonies portugaises en Afrique. En 1955 les émissions en langues étrangères sont supprimées, seuls le français et le néerlandais subsistant.

### Un service mondial par langue
En 1960 deux organismes publics de diffusion sont créés : la Radio-télévision belge (R.T.B.) pour les francophones, et la Belgische Radio-Televisie pour les néerlandophones. La séparation définitive des deux organismes se traduit par la mise en place de deux services mondiaux. Les émissions en néerlandais sont alors essentiellement destinées aux expatriés vivant dans les anciennes colonies, puis elles se concentrent sur l'Amérique, l'Asie du Sud-Est et l'Europe du Sud (pour les touristes). 
En 1982 la station commence d'utiliser l'émetteur de Wolvertem pour émettre en ondes moyennes. De nuit, le signal est audible dans un rayon de 1 000 kilomètres autour de Bruxelles. Dans les années 1980 la station internationale néerlandophone propose de nouvelles langues : anglais, espagnol et portugais. Puis, plus tard le français, l'allemand et l'arabe sont ajoutés. 
En 1992 la station reçoit son nom actuel. C'est en 1994 que Radio Vlaanderen Internationaal commence sa diffusion par satellite. En l'occurrence il s'agit d'Astra, rejoint en 1999 par Hot Bird. À eux deux ils couvrent l'Europe, l'Afrique du Nord et les îles Canaries. Le site internet est lancé en 1995. Certaines langues sont ensuite retirées : l'arabe, le portugais et l'espagnol. 
En 2001 la station cesse d'utiliser l'émetteur de Wavre pour le remplacer par des relais. Une réforme est mise en place en 2005 pour mieux répondre aux besoins d'auditoires différents : la diffusion par satellite via les deux canaux RVi 1 et RVi 2, par ondes courtes et moyennes pour les touristes voyageant en Europe, et par internet pour être accessible depuis le monde entier. La diffusion par ondes radio ne se fait désormais plus qu'en néerlandais, toutefois des bulletins d'information en français, anglais et allemand sont proposés via le site internet.En 2009, la station cesse la diffusion de ses émissions en ondes courtes.

## Diffusion
RVI était diffusée en Flandre par la câble et le DAB, en ondes moyennes sur 927 kHz et par satellite en Europe via astra (12,344 GHz) et Hotbird (11,642 GHz). Il existait deux canaux de diffusion : RVi 1, consacrée à l'information, qui reprenait les programmes de Radio 1, et RVi 2, plus divertissante, qui retransmettait les programmes de Radio 2.